# 金野新一
金野 新一（こんの しんいち、1916年 - 1992年）は、日本の画家。プロレタリア美術運動末期に関わり、坑夫、漁民、農夫、出稼ぎの人をよく描いた。戦後、加太こうじらと紙芝居の全盛時代に複製を手がけた。絵本、児童文学作品、新聞連載小説の挿絵などを描いた。
「畑」「黒い樹」（ともに1945年）などが新潟市美術館に所蔵されている。

## 経歴
1950年、友人の画家・岡本唐貴の息子の白土三平をアトリエに招きいれて、山川惣治作の街頭紙芝居の彩色・模写の仕事を手伝わせる。1961年5月、日本美術会の事務局長に選出。日本国民救援会の救援美術展に尽力。1996年11月、画集「金野新一作品集」が出版された。同年12月11日から6日間、練馬区立美術館で遺作展が開催。

## 主な紙芝居作品
- 『バッハ』（堀尾青史、童心社、1963年）[5]
- 『稲の恩人 ― 並河成資 日本人の力シリーズ』（来栖良夫、童心社、1986年）

## 装画・挿画を描いた出版物
- 『美しい話』（大木雄二、偕成社、1962年）
- 『草原にさけぶ』（浜野卓也、新日本出版社、1971年）
- 『荒海の少年』（浜野卓也、国土社、1973年）
- 『おばばと太平の橋』（浜野卓也、国土社、1974年）
- 『ミナ子の転校 先生のとっておきの話』（岩手・子どもと教師の文学の会、ポプラ社、1976年）
- 『空とぶ米ぐら』（こいでしょうご、国土社、1976年）
- 『みちのくの聖僧』（岡本文良、ポプラ社、1976年）
- 『とおせんぼう』（水谷章三、草土文化、1977年）
- 『銭屋五兵衛 ― 千石船にかけた男のゆめ』（木暮正夫、さ・え・ら書房、1983年）
- 『脱出 満洲開拓団壊滅の記録』（代田昇、理論社、1990年）